# Ворота Святого Николая
Порта Сан-Никколо, или Ворота Святого Николая (итал. Porta San Niccolò) или Башня Святого Николая (итал. Torre San Niccolò) — памятник архитектуры, часть древней крепостной стены во Флоренции. Находятся в районе Ольтрарно, на площади Джузеппе Поджи. Отсюда начиналась дорога на юг, через мост Святого Николая. Башня защищала Арно на востоке, вместе с  Монетной башней на противоположной стороне.
Название ворот происходит от церкви Святого Николая в восточной части Ольтрарно. Они были построены в 1324 году, вместе с шестым кругом городских стен, проект которого приписывается архитектору Андреа Орканьи. В отличие от всех других ворот не были понижены («урезаны») в XVI веке, так, как холм Сан-Миниато являлся для них естественной защитой от ударов вражеской артиллерии. Ныне это единственные ворота, сохранившие первоначальную высоту. Зубцы не являются оригинальными и восходят к XIX веку.
У ворот проходила трамвайная линия Кьянти, действовавшая в 1890—1935 годах между Флоренцией, Сан-Кашано-Валь-ди-Пеза и Греве-ин-Кьянти.
В двух эдикулах на внешней стороне находились статуи львов, в каждой по одному. Башня также украшена многократными изображениями герба Флорентийской республики. На внутренней стороне можно увидеть три больших открытых арки, по одной на каждом этаже. Прямо над аркой ворот находится фреска с изображением Богоматери с младенцем и предстоящими святыми Иоанном Крестителем (покровитель города) и Николаем Чудотворцем (покровитель района). Фреска написана в XIV веке.
Отсюда начинается рампа Поджи, лестница, построенная в XIX веке по проекту архитектора Джузеппе Поджи и ведущая на площадь Микеланджело.

## Источники

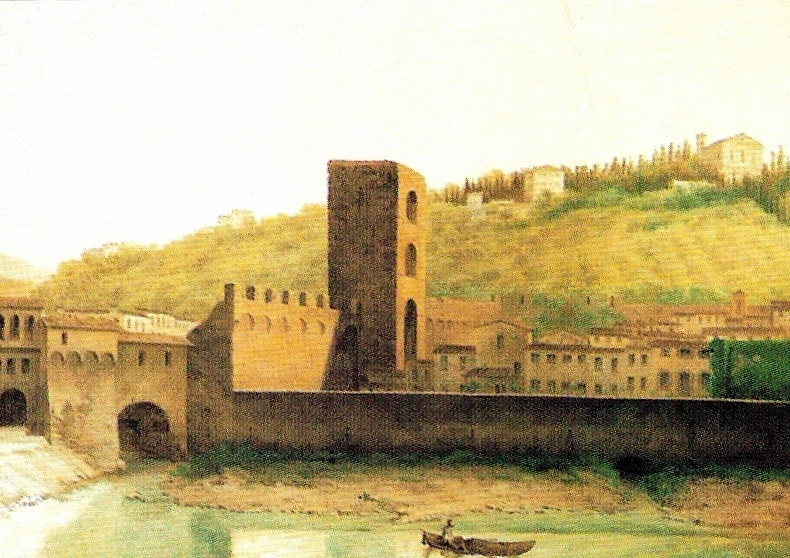
Фабио Борботтони. «Ворота Святого Николая во Флоренции» (XIX).